# Dragon Ball Z: Budokai
Dragon Ball Z: Budokai (ドラゴンボールZ Doragon Bōru Zetto in Japan) is een serie van vechtspellen gebaseerd op de animeserie Dragon Ball Z. Het is uitgebracht voor de PlayStation 2 op 2 november 2002 in Europa, en voor de Nintendo GameCube op 28 oktober 2003 in Noord-Amerika en 14 november 2003 in Europa.  
Het spel volgt de Dragon Ball Z tijdlijn te beginnen met Goku en Piccolo's gevecht met Raditz tot aan Gohans uiteindelijke gevecht met Cell. 
De vervolgen, Dragon Ball Z: Budokai 2 en Dragon Ball Z: Budokai 3, kwamen uit op 14 november 2003 en 19 november 2004. In 2006 kwam er een PlayStation Portable-versie uit genaamd Dragon Ball Z: Shin Budokai en een jaar later Shin Budokai 2: Another Road. Tot slot kwam in 2008 de laatste spel in de serie Dragon Ball Z: Infinite World uit voor de PS2. Een geremasterde versie van Budokai 1 en 3 met de titel Dragon Ball Z: Budokai HD Collection werd in november 2012 uitgebracht voor de PlayStation 3 en Xbox 360.

## Gameplay
De Budokai-serie werkt als een typisch 3D-vechtspel. Naast het gebruik van de punch- en kickknoppen is er de mogelijkheid om ki-stralen te schieten.
Functies die in het spel zitten, zijn een story mode, een versus mode, een tournament stage, een practice mode en een itemshop die de speler in staat stelt personages aan te passen om zo de ultieme krijger te creëren.

## Speelbare personages
Dragon Ball Z: Budokai (B1) telt 23 bespeelbare personages. Budokai 2 (B2) heeft er 31 en Budokai 3 (B3) beschikt over 42 personages.
| Personages | Personages | Personages | Personages | Personages | Personages |
| --- | --- | --- | --- | --- | ---------- |
| - Goku - Kid Gohan (B1, B3) - Teen Gohan - Gt. Saiyaman - Vegeta - Trunks - Piccolo - Krillin - Tien - Yamcha | - Android 16 - Android 17 - Android 18 - Android 19 (B1) - Frieza - Dodoria (B1) - Zarbon (B1) - Captain Ginyu - Recoome - Cell | - Hercule - Nappa - Raditz - Goten (B2, B3) - Gohan (B2, B3) - Kid Trunks (B2, B3) - Videl (B2, B3) - Supreme Kai (B2, B3) - Dr. Gero (B2, B3) - Dabura (B2, B3) | - Majin Boo (B2, B3) - Kid Buu (B2, B3) - Saibamen (B3)* - Cell Jr. (B3)* - Bardock (B3) - Cooler (B3) - Broly (B3) - Omega Shenron (B3) - Oob (B3) - Kid Goku (B3) | - Tiencha (fusie) (B2) - Gokule (fusie) (B2) - Vegito (fusie) (B2, B3) - Shibito (fusie) (B2, B3) - Gotenks (fusie) (B2, B3) - Gogeta (fusie) (B3) |            |

*Niet-bespeelbaar personage in B1 & B2

## Area's
Dragon Ball Z: Budokai (B1) telt 9 bespeelbare arena's. Budokai 2 (B2) heeft er 9 waarvan eentje enkel in Dragon World beschikbaar is en Budokai 3 (B3) beschikt over 12 arena's.
| Naam                                   | Budokai | Budokai 2 | Budokai 3 |
| -------------------------------------- | ------- | --------- | --------- |
| Cell Ring                              | Ja      | Nee       | Ja        |
| Planet Namek                           | Ja      | Ja        | Ja        |
| Vallay Plains/Plain                    | Ja      | Nee       | Ja        |
| World Match/World Tournament Stage     | Ja      | Ja        | Ja        |
| Grassland                              | Ja      | Nee       | Nee       |
| Time-Soul Room/Hyperbolic Time Chamber | Ja      | Ja        | Ja        |
| Rock Mountain/Mountains                | Ja      | Nee       | Ja        |
| Islands/Archipelago                    | Ja      | Ja        | Ja        |
| Shrine                                 | Ja      | Nee       | Nee       |
| Snowy Mountains                        | Nee     | Ja        | Nee       |
| Sky Pier                               | Nee     | Ja        | Nee       |
| Great Kai Planet/Supreme Kai's World   | Nee     | Ja        | Ja        |
| Red Ribbon Base                        | Nee     | Ja        | Ja        |
| Urban Area                             | Nee     | *         | Ja        |
| Inside Buu                             | Nee     | Nee       | Ja        |
| Grandpa Gohan's House                  | Nee     | Nee       | Ja        |

*De Urban Area is enkel beschikbaar in de Dragon World.